# Varanus rudicollis
Varanus rudicollis är en ödleart som beskrevs av Gray 1845. Varanus rudicollis ingår i släktet Varanus och familjen Varanidae. Inga underarter finns listade i Catalogue of Life.
Arten förekommer i Sydostasien från Myanmar och Thailand över Malackahalvön till Borneo och Sumatra. Förekomsten i Filippinerna är obekräftad. Honor lägger ägg.